# Flora Hastings
Pour les articles homonymes, voir Hastings.
Flora Hastings (11 février 1806 - 5 juillet 1839) est une aristocrate et dame de compagnie de la mère de la reine Victoria. Sa mort en 1839 fait scandale à la cour et éclabousse l'image de la reine Victoria.

## Famille
Lady Flora est l'une des filles de Francis Rawdon-Hastings et Flora Mure-Campbell. Son frère est George et ses sœurs sont Sophia, Selina et Adelaide.

## Mort et scandale
Lady Flora a été accusée d'avoir eu une liaison avec John Conroy, favori de la mère de la reine Victoria. En 1839, elle ressent des douleurs à l'abdomen. Elle va consulter le médecin de la reine, sir James Clark, mais refuse d'être examinée. Le médecin suspecte que la jeune femme est enceinte et celle-ci doit répondre publiquement de la rumeur. Les examens suivants invalident cette hypothèse, mais diagnostiquent un cancer du foie, des suites duquel elle meurt en juillet.
À la suite de son décès, Conroy et son frère Lord Hastings lancent une campagne de presse contre Clark, la baronne Lehzen, Lady Tavistock et même la reine, les accusant d'avoir diffamé la jeune femme. Conroy est éloigné de la cour (le mariage et la grossesse de Victoria l'année suivante redorent son image après ce scandale).

## Dans la culture populaire
Lady Flora est jouée par Genevieve O'Reilly dans le film Victoria : Les Jeunes Années d'une reine (2009) et Alice Orr-Ewing dans la série télévisée Victoria (2016).